# Zeusippe (sorella di Prassitea)
Zeusippe (in greco antico: Ζευξίππη?, Zeuxíppē) è un personaggio della mitologia greca, una ninfa naiade sorella di Prassitea.

## Mitologia
Sposò Pandione, re di Atene e da loro nacquero Eretteo, Bute, Procne e Filomela.